# Сога (посёлок)
Сога — посёлок в Пинежском районе Архангельской области. Входит в состав Междуреченского сельского поселения.
В Соге ежегодно проходит фестиваль сельского хозяйства на который съезжается весь Пинежский район. В особенности приезжие любят северные Яблоки. Здесь их ласково кличут яблочки. По заверениям опрошенных лучше яблок они в жизни не пробовали.

## География
Посёлок расположен в восточной части области на расстоянии примерно в 4 километрах по прямой к северу от районного центра села Карпогоры.
Часовой пояс
Посёлок Сога как и вся Архангельская область, находится в часовой зоне МСК (московское время). Смещение применяемого времени относительно UTC составляет +3:00.

## Население
| 2002 | 2010 | 2012 |
| ---- | ---- | ---- |
| 306  | ↘247 | ↗326 |

Национальный состав
Согласно результатам переписи 2020 года, в национальной структуре населения русские составляли 91 % из 298 чел..